# Fitzgerald Joseph
Fitzgerald Joseph (* 13. Mai 1967) ist ein ehemaliger belizischer Radrennfahrer.
Er nahm an den Olympischen Sommerspielen 1988 in Seoul teil. Er fuhr im Straßenrennen und im Mannschaftszeitfahren. In beiden Wettbewerben konnte er nicht beenden. Er diente auch als Fahnenträger bei der Eröffnungszeremonie.